# Cap d'Ona (cervesa)
La cerveseria Cap d'Ona d'Argelers fou fundada en 1998 per un matrimoni, Grégor Engler i Élodie Pujol. És la cervesa artesana més antiga dels Països Catalans.
Els seus productes van començar a competir en els grans premis de cervesa a partir del 2016, convertint-se en una de les més guardonades del món i obtenint nombrosos premis internacionals, entre ells vuit medalles d’or al World beer challenge de 2018. La Bruna de sègol de Cerdanya, elegida la millor del món al Beer Award 2020; la cervesa de sègol Barley, millor “Barley wine” del món al Brussels Beer Challenge de 2020; o la Wood Aged Imperial Stout, que va ser nomenada millor cervesa del món després d'aconseguir una puntuació de 100 sobre 100 al concurs World Beer Challenge 2021, en són alguns exemples.
Per cada litre de cervesa amb notes de fruita local, l'empresa utilitza l'equivalent a un quilogram de fruita ecològica recollida al punt òptim per una desena de productors nord-catalans, fet que representa el 90% del cost de la cervesa. Actualment fan 30 varietats de cervesa, la majoria ecològiques.
La cerveseria va obrir en 2018 un restaurant al costat de la cerveseria, amb la idea de proposar àpats elaborats únicament amb productes locals, tots de l'Albera, i tots a base de cervesa, de l'entrant fins a les postres. El bagàs, residu de la cervesa ric en proteïna, minerals i fibra, esdevé l’ingredient per fer el pa de forn i els pastissets que se serveixen a la Casa Cap d’Ona. També es dona a criadors locals de carn i llet per a aliment dels animals, que serveixen la carn del restaurant.